# 디베르티멘토
디베르티멘토(divertimento) 또는 희유곡(喜遊曲)은 18세기 후반부터 19세기에 걸쳐 독일이나 오스트리아 등에서 특히 유행된 다악장의 곡이다. 이 기원에 관해서는 여러 가지 설이 있다. 하이든이나 모차르트의 경우는 격식에 치우친 음악이라기보다 오히려 마음 편히 들을 수 있는 음악 또는 오락적 요소가 짙은 음악으로, 궁정이나 귀족사회의 일종의 살롱음악에 가까웠다. 편성이나 형태도 교향곡과 실내곡과의 중간적인 것일 경우가 많으며, 또 독주악기를 활용하는 일도 적지 않았다.   그리고 베토벤 때에는 그러한 것이 환영되지 않아 점차 그 존재는 잊혀져갔다. 그러나 근대에 이르러 이베르와 바르토크, 그 밖의 작곡가에 의해 이른바 멋대로의 음악으로서 디베르티멘토의 명칭이 부활되었다.